# Skydance Animation
Skydance Animation, LLC é um estúdio de animação americano que é uma divisão da Skydance Media, fundado em março de 2017. O estúdio tem sede em Los Angeles, com escritórios em Connecticut e Madri, Espanha; a filial de Madri era originalmente chamada Ilion Animation Studios.
O primeiro filme da Skydance Animation, Luck, foi lançado em 5 de agosto de 2022, no Apple TV+, e o seu lançamento mais recente foi Spellbound, em 22 de novembro de 2024, na Netflix.

## História
Em março de 2017, a Skydance Media formou uma divisão de animação e uma parceria de vários anos com o estúdio de animação Ilion Animation Studios, com sede em Madrid, Espanha. Em julho, anunciou seus dois primeiros filmes, Split, para lançamento em 2019, e Luck. Ambos os filmes seriam distribuídos pela Paramount Pictures como parte de seu acordo com a Skydance Media. Em 10 de outubro de 2017, Bill Damaschke foi contratado para chefiar a divisão como presidente de animação e entretenimento familiar, e Luck recebeu a data de lançamento de 19 de março de 2021. Em abril de 2018, Luck recebeu sinal verde da chefe da Paramount Animation, Mireille Soria.
A Skydance Animation contratou os diretores Alessandro Carloni para dirigir Luck, Vicky Jenson para dirigir Split, que passou a ser chamado de Spellbound e Nathan Greno para escrever e dirigir Pookoo (anteriormente com o título Powerless). Peggy Holmes foi posteriormente anunciada como nova diretora de Luck, substituindo Carloni que deixou a produção devido diferenças criativas.
Em janeiro de 2019, a Skydance Animation contratou o ex-CCO da Pixar e Walt Disney Animation Studios, John Lasseter, como chefe de animação, substituindo Damaschke. Esta decisão foi recebida com desaprovação de alguns colaboradores de vários projetos da Skydance, devido a alegações anteriores de má conduta sexual contra Lasseter durante seu tempo na Pixar. Soria anunciou que a equipe da Paramount Animation não trabalharia mais com a Skydance devido à contratação de Lasseter. Emma Thompson dublaria uma personagem em Luck, mas deixou o projeto depois que Lasseter foi contratado. Holly Edwards, que anteriormente atuou como chefe de produção da Skydance Animation, foi promovida ao cargo de presidente do estúdio.
Em 2 de abril de 2020, o compositor Alan Menken revelou que estava trabalhando com Lasseter em um projeto para o estúdio, que mais tarde foi anunciado como sendo Spellbound, que naquele momento era chamado de The Unbreakable Spell. A Skydance adquiriu formalmente a Ilion Animation Studios e a renomeou como Skydance Animation Madrid no mesmo mês.
Em junho, o estúdio nomeou Shane Prigmore para o cargo recém-criado de vice-presidente sênior de desenvolvimento de animação, no qual ele iria supervisionar o desenvolvimento criativo de todos os longas-metragens e séries de televisão. Em julho, foi anunciado que Luck e Spellbound ainda seriam lançados pela Paramount sem o nome da Paramount Animation como parte de seu acordo com a Skydance Media, dando as duas datas de lançamento de 18 de fevereiro de 2022 e 11 de novembro de 2022, respectivamente. O então presidente de distribuição doméstica da Paramount, Chris Aronson, afirmou: "Esses filmes não apenas continuam nosso relacionamento de longa data com a Skydance, mas, junto com os próximos filmes da Paramount Animation, significam que lançaremos filmes de animação em nível de evento nos próximos anos.".
No entanto, em 16 de dezembro de 2020, a Apple TV+ entrou em negociações para assumir os direitos de distribuição dos dois filmes. A Apple Original Films substituiria Paramount tanto para Luck quanto para Spellbound. Em fevereiro de 2021, a Apple assinou um contrato geral com a Skydance Animation, que incluía filmes de animação e séries de televisão. Isso inclui uma adaptação para a televisão do romance The Search for WondLa, de Tony DiTerlizzi. A série recebeu sinal verde para duas temporadas e foi anunciado que Lauren Montgomery seria a roteirista e produtora executiva com DiTerlizzi e Chad Quant. Ela deixou o projeto e foi substituída por Bobs Gannaway, outro colega de Lasseter na era Disney.
Em 1º de outubro de 2021, a Skydance Animation lançou seu primeiro curta-metragem inspirado em uma história real de Joe Mateo chamado Blush. Foi lançado no Apple TV+ como parte de seu contrato de vários anos. As naves do curta-metragem se tornaram os mascotes do estúdio durante o lançamento de Luck, e uma parte da trilha sonora de Joy Ngiaw foi usada para a fanfarra do estúdio.
Em fevereiro de 2022, foi anunciado que Brad Bird iria reviver seu projeto há muito tempo adormecido, Ray Gunn, para a Skydance Animation depois que ele foi originalmente criado na Turner Feature Animation. Em 16 de março de 2022, Rich Moore revelou que firmou um contrato geral exclusivo e plurianual com a Skydance Animation. Em julho de 2022, Ellison e Lasseter planejavam que a Skydance Animation iria lançar dois longas-metragens por ano, com sua estratégia de lançamento a ser determinada filme a filme. A empresa também estava construindo uma equipe de produtos de consumo para capitalizar seus potenciais sucessos e construiria um campus de 5,8 acres em Santa Mônica em outubro, concluída em novembro de 2023.
Em outubro de 2023, a Skydance Animation assinou um contrato plurianual com a Netflix para desenvolver e produzir filmes de animação, encerrando a parceria do estúdio com a Apple. A Netflix assumiu a distribuição de títulos preexistentes da Skydance Animation para Apple TV+, incluindo Spellbound, Ray Gunn e Pookoo. Este acordo, entretanto, não incluiu a série de WondLa, que foi criada pela Apple.
Em maio de 2024, Bruce Anderson, produtor de Spellbound, foi nomeado Chefe de Produção da Skydance Animation, supervisionando o planejamento de produção da lista de filmes da Skydance.

## Filmografia

### Longas-metragens

#### Filmes lançados
| Lançamento             | Título     | Diretor(es)                         | Produtor(es)                                                              | Roteirista(s) | Roteirista(s) | Compositor(es)                                                | Distribuição |
| Lançamento             | Título     | Diretor(es)                         | Produtor(es)                                                              | Roteiro | História | Compositor(es)                                                | Distribuição |
| ---------------------- | ---------- | ----------------------------------- | ------------------------------------------------------------------------- | --- | --- | ------------------------------------------------------------- | ------------ |
| 5 de agosto de 2022    | Luck       | Peggy HolmesCodiretor: Javier Abad  | John Lasseter David Ellison Dana Goldberg David Eisenmann                 | Baseado em um conceito original de: Rebeca Carrasco Juan De Dios Julián Romero                                                   | Baseado em um conceito original de: Rebeca Carrasco Juan De Dios Julián Romero                                                   | John Debney                                                   | Apple TV+    |
| 5 de agosto de 2022    | Luck       | Peggy HolmesCodiretor: Javier Abad  | John Lasseter David Ellison Dana Goldberg David Eisenmann                 | Kiel Murray | Jonathan Aibel Glenn Berger Kiel Murray                                                                                          | John Debney                                                   | Apple TV+    |
| 22 de novembro de 2024 | Spellbound | Vicky JensonCodiretor: Jorge Blanco | John Lasseter David Ellison Dana Goldberg Bruce Anderson Linda Woolverton | Baseado em um conceito original de: Jorge Blanco Marcos Martínez Carvajal Nicholas Costa Cabral Schlesinger Ignacio Pérez Dolset | Baseado em um conceito original de: Jorge Blanco Marcos Martínez Carvajal Nicholas Costa Cabral Schlesinger Ignacio Pérez Dolset | Alan Menken (trilha sonora)Alan Menken Glenn Slater (músicas) | Netflix      |
| 22 de novembro de 2024 | Spellbound | Vicky JensonCodiretor: Jorge Blanco | John Lasseter David Ellison Dana Goldberg Bruce Anderson Linda Woolverton | Lauren Hynek Elizabeth Martin Julia Miranda                                                                                      | Vicky Jenson Lauren Hynek Elizabeth Martin                                                                                       | Alan Menken (trilha sonora)Alan Menken Glenn Slater (músicas) | Netflix      |

#### Futuros filmes
| Lançamento | Título                | Diretor(es)  | Produtor(es)                                                        | Roteirista(s)                                 | Compositor(es)    | Distribuição | Status de produção | Ref(s)        |
| ---------- | --------------------- | ------------ | ------------------------------------------------------------------- | --------------------------------------------- | ----------------- | ------------ | ------------------ | ------------- |
| 2025       | Pookoo                | Nathan Greno | John Lasseter David Ellison Dana Goldberg Mary Ellen Bauder Andrews | Nathan Greno                                  | Siddhartha Khosla | Netflix      | Em produção        | [ 24 ]        |
| ASA        | Ray Gunn              | Brad Bird    | John Lasseter David Ellison Dana Goldberg Brad Bird                 | Baseado em um conceito original de: Brad Bird | Michael Giacchino | Netflix      | Em produção        | [ 25 ] [ 26 ] |
| ASA        | Ray Gunn              | Brad Bird    | John Lasseter David Ellison Dana Goldberg Brad Bird                 | Brad Bird Matthew Robbins                     | Michael Giacchino | Netflix      | Em produção        | [ 25 ] [ 26 ] |
| ASA        | João e o Pé de Feijão | Rich Moore   | John Lasseter David Ellison Dana Goldberg                           | Baseado no conto de fadas de: Benjamin Tabart | ASA               | Netflix      | Em desenvolvimento | [ 27 ]        |
| ASA        | João e o Pé de Feijão | Rich Moore   | John Lasseter David Ellison Dana Goldberg                           | ASA                                           | ASA               | Netflix      | Em desenvolvimento | [ 27 ]        |
| ASA        | Filme de Don Hall     | Don Hall     | John Lasseter David Ellison Dana Goldberg                           | ASA                                           | ASA               | Netflix      | Em desenvolvimento | [ 28 ]        |

### Curtas-metragens
| Lançamento           | Título         | Diretor        | Produtor                  | Compositor  | Distribuição  |
| -------------------- | -------------- | -------------- | ------------------------- | ----------- | ------------- |
| 1 de outubro de 2021 | Blush          | Joe Mateo      | Heather Schmidt Feng Yanu | Joy Ngiaw   | Apple Studios |
| 17 de março de 2023  | Bad Luck Spot! | Matt Youngberg | Laurel Ladevich           | John Debney | Apple Studios |

## Séries de televisão
| Lançamento          | Título | Showrunners(s) | Rede      | Coprodução   | Ref(s)        |
| ------------------- | ------ | -------------- | --------- | ------------ | ------------- |
| 28 de junho de 2024 | WondLa | Bobs Gannaway  | Apple TV+ | Gotham Group | [ 30 ] [ 31 ] |

## Recepção
| Filme      | Site crítico      | Site crítico     |
| Filme      | Rotten Tomatoes   | Metacritic       |
| ---------- | ----------------- | ---------------- |
| Luck       | 49% (98 críticas) | 48 (21 críticas) |
| Spellbound | 44% (36 críticas) | 54 (11 críticas) |

### Prêmios
| Prêmio                          | Data da cerimônia      | Categoria                                                   | Destinatário(s)      | Resultado |
| ------------------------------- | ---------------------- | ----------------------------------------------------------- | -------------------- | --------- |
| Hollywood Music in Media Awards | 17 de novembro de 2021 | Trilha Sonora Original – Curta-Metragem de Animação (Blush) | Joy Ngiaw            | Venceu    |
| Music + Sound Awards            | 2022                   | Trilha Sonora Original – Curta-Metragem de Animação (Blush) | Joy Ngiaw, Joe Mateo | Venceu    |
| Hollywood Music in Media Awards | 16 de novembro de 2022 | Trilha Sonora Original – Filme de Animação (Luck)           | John Debney          | Indicado  |